# 川崎颯太
川崎颯太（日语：川﨑 颯太，2001年7月30日—）是一名日本足球運動員，司職防守中場，目前效力於德甲的緬恩斯 (京都不死鳥外借)。

## 外部連結
- J-League （页面存档备份，存于） （日語）
- 川崎颯太的X（前Twitter）
- 川崎颯太的Instagram帳戶